# Mecolaesthus cornutus
Mecolaesthus cornutus là một loài nhện trong họ Pholcidae. Loài này được phát hiện ở Venezuela.